# دوتاكون المرح
دوتاكون المرح مسلسل أنمي ياباني من إنتاج استديو كوكوساي إيغاشا عرض لأول مره في 4 أبريل 1981 واستمر عرضه حتى 10 أكتوبر 1981 . تمت دبلجته المسلسل للغة العربية بواسطة استديو راكيتي للإنتاج والتوزيع الفني.

## روابط خارجية
- دوتاكون المرح على موقع IMDb (الإنجليزية)
- دوتاكون المرح على موقع قاعدة بيانات الفيلم (الإنجليزية)
- دوتاكون المرح على موقع ANN anime (الإنجليزية)